# Tal·lur

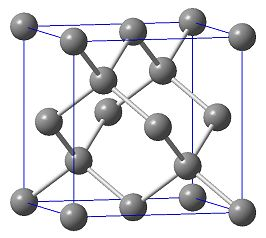
Cel·la unitat del tal·lur de sodi, NaTl. Els àtoms de Tl estan situat a l'interior, i els de Na als vèrtex i superfícies.

Un tal·lur és un compost químic format per la combinació de l'element tal·li, {\textstyle Tl}, i un o més elements menys electronegatius que ell. Tots els tal·lurs són composts intermetàl·lics.

## Nomenclatura
Els tal·lurs són combinacions del tal·li amb elements més electropositius o, cosa que és el mateix, menys electronegatius. La IUPAC ha establert que, a efectes d'anomenar els tal·lurs, els elements més electropositius són tots els dels grups 1 a 12 de la taula periòdica o metalls de transició, els lantanoides i els actinoides. És a dir, els que estan a grups més a l'esquerra del grup 13 del tal·li.
Per anomenar aquests composts s'empra la nomenclatura de composició estequiomètrica, preferint-se la que indica la proporció de cada element mitjançant prefixos de quantitat. Els noms es formen començant per tal·lur precedit per un prefix, si cal, que indica la proporció del tal·li al compost; després la preposició de, i s'acaba amb el nom de l'altre element, també precedit del prefix que indiqui la proporció, si cal. Exemples:
- {\textstyle CaTl}: tal·lur de calci
- {\textstyle Ca_{3}Tl}: tal·lur de tricalci
- {\textstyle CaTl_{3}}: trital·lur de calci

## Tal·lurs binaris
S'han descrit un bon nombre de tal·lurs binaris de metalls alcalins. El liti forma els tal·lurs: {\textstyle LiTl,Li_{2}Tl,Li_{5}Tl_{2},} {\textstyle Li_{3}Tl,Li_{22}Tl_{5}}; amb el sodi en destaca la fase de Zintl {\textstyle NaTl} que té una estructura de referència per a altres cristalls, també {\textstyle Na_{2}Tl,Na_{44}Tl_{7}}; amb potassi {\textstyle KTl} i amb el cesi {\textstyle CsTl}. Dels tal·lurs de metalls alcalinoterris en destaquen, amb el magnesi: {\textstyle MgTl,MgTl_{2},Mg_{5}Tl_{2}}; amb el calci: {\textstyle CaTl,Ca_{3}Tl,CaTl_{3}}; i del bari: {\textstyle BaTl_{2}}, que és una fase de Zintl característica formada pels ions {\textstyle Ba^{2+}(Tl^{-})_{2}}.
Pocs tal·lurs dels metalls de transició han estat descrits a causa de l'elevada toxicitat del tal·li que dificulta l'estudi dels seus composts. Alguns exemples són: {\textstyle PdTl_{2},PtTl_{2},AuTl_{2},} {\textstyle Pd_{2}Tl,PtTl,Pd_{3}Tl,} {\displaystyle Pd_{13}Tl_{9},Pt_{3}Tl_{2}}. S'han descrit tal·lurs de tots els lantanoides amb composicions típiques: {\textstyle LnTl,Ln_{5}Tl_{3},Ln_{3}Tl_{5},} {\textstyle LnTl_{3},LnTl_{3}}, essent {\textstyle Ln} un lantanoide. Dels actinoides hi ha descrits {\textstyle UTl_{3},ThTl_{3},Th_{3}Tl_{5},} {\textstyle ThTl,Th_{5}Tl_{3},Th_{2}Tl}.

## Tal·lurs ternaris
Hi ha pocs tal·lurs ternaris descrits. Els més important tenen les composicions {\textstyle LnMgTl,LnCuTl,LnZnTl,LnPdTl}, on {\textstyle Ln} representa un lantanoide.